# Coronigoniella beieri
Coronigoniella beieri är en insektsart som beskrevs av Young 1977. Coronigoniella beieri ingår i släktet Coronigoniella och familjen dvärgstritar. Inga underarter finns listade i Catalogue of Life.